# Frank William Peek
Frank William Peek (* 1881; † 1933) war ein US-amerikanischer Elektrotechniker.

## Leben
Er arbeitete bei General Electric im 1912 gegründeten Hochspannungslabor in Pittsfield (Massachusetts). Auf Initiative von Charles P. Steinmetz und unter Leitung von Giuseppe Faccioli untersuchte er Isolationssysteme von Transformatoren, Funkenüberschläge an Isolatoren der Hochspannungsleitungen und den Einfluss von echten Blitzen auf Hochspannungsleitungen.
Im Juni 1923 konnten sie künstliche Blitze von 2.000.000 Volt erzeugen. Sie hatten dazu drei 10 Meter hohe Transformatoren-Türme, umwunden mit 100 Meilen Draht, versenkt in Tanks mit 40.000 Gallonen Öl und das ganze in einem Schutzkäfig aus Stahldraht. 1922 wurde er Fellow der American Physical Society.
Im August 1928 konnte er Blitze mit 3.600.000 Volt erzeugen.
Er starb bei einem Autounfall nahe Gascones, Kanada.
Peek’s Formula diente zwischen 1911 und 1924 zur Berechnung von Koronaentladungs-Verlusten.
Peek entwickelte auch eine Formel zur Berechnung der Koronaeinsatzspannung an Freileitungsseilen. Diese Formel berücksichtigt u. a. erstmals durch einen Korrekturfaktor m1 die Rauheit von Leiterseilen (z. B. 0,98…0,88 für raue, längere Zeit der Atmosphäre ausgesetzte Drähte; 0,9 für alte, 0,87 für neue Al-Seile) und m2 für die Witterung (z. B. 1 für trockenes und 0,8 für schlechtes Wetter wie Nebel, Regen, Schnee; Raureif oder Eiströpfchen ergeben mitunter noch deutlich niedrigere Werte). Die nach Peek berechnete Koronaeinsatzspannung stimmt recht gut mit an Freileitungen mit Einfachleitern messbaren Werten überein. An Bündelleitern mit Hilfe des Ersatzradius anstelle vom Leiterradius in der Peekschen Formel berechnete Einsatzspannungen weichen hingegen stark ab.

## Werke
- Dielectric Phenomena in High Voltage Engineering; 1915[5]